# 江繼五
江繼五（？—），男，安徽黟縣人，中華民國政治人物。
曾任中国国民党上海市党部秘书，來到台灣後，先後擔任澎湖县、彰化縣县长、臺灣省政府民政廳第二科科長、基隆市代理市長。1976年前后時擔任台湾省民政厅副厅长。1978年10月出任台湾土地开发信托投资公司董事长。1990年代擔任中央选举委员会常任巡回监察员。